# Епишин, Андрей Геннадиевич
Андрей Геннадиевич Епишин (родился 5 сентября 1952 года) — советский российский кинооператор и российский телеоператор-постановщик. Член Союза кинематографистов России и Гильдии кинооператоров России. С 2008 года — оператор-постановщик на Первом канале. Лауреат, номинант профессиональных ТВ премий[каких?] (Франция, Россия).
Главный телеоператор канала ТНТ (2000—2006).

## Биография
В 1977 году окончил операторский факультет ВГИКа (мастер-руководитель профессор Л. В. Косматов). Курсовой/дипломной работой студента Андрея Епишина на кафедре кинооператорского искусства стал советский цветной короткометражный кинофельетон «Никогда не отвлекайтесь на работе», ставший первой экранизацией романа «Мастер и Маргарита» в СССР.
Оператор-постановщик девяти игровых художественных фильмов («Мосфильм», «Таллинфильм», «Беларусьфильм»), главный оператор, оператор-постановщик более чем 30-ти документальных кино- и телефильмов производства России, Франции, Германии, Великобритании.
Телеоператор-постановщик, главный оператор передач ТВ каналов — Россия-1, ТНТ, Тв-3 («Аншлаг», «Москва, инструкция по применению», «Другое кино» и др.).
Автор сценариев, режиссёр анимационных, учебных, рекламных и корпоративных фильмов.

## Кинохроника
роли в кино
1992 Детонатор :: эпизод
Оператор
- 2011 Амазонки из глубинки
- 1993 Скандал в нашем Клошгороде
- 1992 Детонатор
- 1991 Бесконечность
- 1990 Шапка
- 1989 Я в полном порядке
- 1985 Бал в Савойе
- 1984 Две пары и одиночество | Kaks paari ja uksindus
- 1983 Случай в квадрате 36-80
- 1977 Птицы на снегу (короткометражный)
- 1977 «Никогда не отвлекайтесь на работе» (короткометражный)